# Carmelo Giaquinta
Carmelo Juan Giaquinta (22 de junio de 1930-22 de junio de 2011) fue un arzobispo católico de la Archidiócesis católica de Resistencia, Argentina.
Ordenado sacerdote en 1953, Giaquinta fue nombrado obispo en 1980 y finalmente fue nombrado arzobispo de la Arquidiócesis de Resistencia.